# Jackie Stallone
Jacqueline Frances Stallone z domu Labofish (ur. 29 listopada 1921 w Waszyngtonie, zm. 21 września 2020 w Los Angeles) – amerykańska astrolog i tancerka.

## Życiorys
Jackie Stallone urodziła się 29 listopada 1921 roku. Była córką Victorii Anne Adrienne (z domu Clerec) i Johna Labofish. Jej dziadkowie Rose (z domu Lamlec) i Charles Labofish byli żydowskimi imigrantami. Miała dwóch synów: Sylvestra Stallone i Franka Stallone, którzy są aktorami. Od 1988 roku była żoną Stephena Marcusa Lavine. Wystąpiła w wielu programach telewizyjnych takich jak: Gorgeous Ladies of Wrestling i The Howard Stern Show. W styczniu 2005 roku pojawiła się w brytyjskiej serii Big Brother.